# Classificação dos jovens na Volta a França

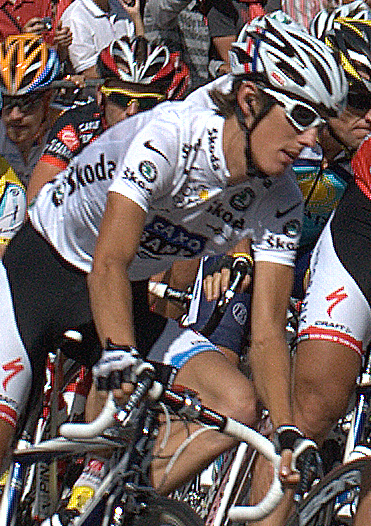
Andy Schleck, com a camisola branca do Tour 2009

A camisola branca (do francês maillot blanc) é a camisola que se lhe dá ao jovem melhor classificado da Volta a França. O vencedor desta camisola deve ser menor de 25 anos a 1 de janeiro do ano da Volta em questão, isto é, limitada para corredores com 25 anos como máximo. O portador da camisola determina-se olhando a classificação geral, e eliminando os ciclistas que tenham nascido após a data limite.

## História
Antes de 1975 (desde o 1968), o prémio da camisola branca outorgava-se ao ganhador da classificação da Combinada (realizada a partir do posto na classificação geral, a montanha e da regularidade). Em 1975 mudou-se pelo de "Melhor corredor jovem" (menor de 26 anos, isto é, 25 como máximo), e calculava-se usando os rankings da camisola amarela. Entre 1983 e 1986 só podiam optar à camisola os ciclistas que participassem pela primeira vez no Tour, mas ao ano seguinte voltou a prevalecer o tema da idade. Após 1987 a camisola desapareceu como prêmio, mas seguiu-se calculando a classificação, até ao ano de 2000, no que voltou. Desde 1997 o prêmio chama-se oficialmente 'Souvenir Fabio Casartelli', em homenagem ao ciclista falecido.
A classificação da combinada (já sem a camisola branca) em 1980 voltou-se a introduzir até que em 1982 voltou a desaparecer, de novo em 1985 voltou a se usar mas em 1989 se tirou definitivamente.
A empresa automobilística Škoda patrocina a camisola branca desde 2003, tomando o relevo a FIAT. Desde que estabeleceu-se o prêmio, ganharam-no 30 ciclistas diferentes, dos quais 5 ganharam também a camisa amarela.
Os corredores que mais vezes têm conseguido vestir-se com esta camisa têm sido o alemão Jan Ullrich e o luxemburguês Andy Schleck, que o ganharam 3 vezes a cada um.

## Palmarés da camisola branca (classificação dos jovens)

### Ganhadores
| Ano  | Nome                     | Equipa              | Outros camisas           | Classificação geral |
| ---- | ------------------------ | ------------------- | ------------------------ | ------------------- |
| 1975 | Francesco Moser          | Filotex             | -                        | 7.º                 |
| 1976 | Enrique Martínez Heredia | Kas-Campagnolo      | -                        | 23.º                |
| 1977 | Dietrich Thurau          | Ti-Raleigh          | -                        | 5.º                 |
| 1978 | Henk Lubberding          | Ti-Raleigh          | -                        | 8.º                 |
| 1979 | Jean-René Bernaudeau     | Renault             | -                        | 5.º                 |
| 1980 | Johan van der Velde      | Ti-Raleigh          | -                        | 12.º                |
| 1981 | Peter Winnen             | Capri Sonne         | -                        | 5.º                 |
| 1982 | Phil Anderson            | Peugeot             | -                        | 5.º                 |
| 1983 | Laurent Fignon           | Renault             | Maillot amarelo          | 1.º                 |
| 1984 | Greg LeMond              | Renault             | -                        | 3.º                 |
| 1985 | Fabio Parra              | Café de Colombia    | -                        | 5.º                 |
| 1986 | Andrew Hampsten          | La Vie Claire       | -                        | 4.º                 |
| 1987 | Raúl Alcalá              | 7-Eleven            | -                        | 9.º                 |
| 1988 | Erik Breukink            | Panasonic           | -                        | 12.º                |
| 1989 | Fabrice Philipot         | Toshiba             | -                        | 24.º                |
| 1990 | Gilles Delion            | Helvetia            | -                        | 15.º                |
| 1991 | Álvaro Mejía             | Ryalcao             | -                        | 19.º                |
| 1992 | Eddy Bouwmans            | Panasonic           | -                        | 14.º                |
| 1993 | Antonio Martín Velasco   | Amaya Seguros       | -                        | 12.º                |
| 1994 | Marco Pantani            | Carrera             | -                        | 3.º                 |
| 1995 | Marco Pantani            | Carrera             | -                        | 13.º                |
| 1996 | Jan Ullrich              | Team Telekom        | -                        | 2.º                 |
| 1997 | Jan Ullrich              | Team Telekom        | Maillot amarelo          | 1.º                 |
| 1998 | Jan Ullrich              | Team Telekom        | -                        | 2.º                 |
| 1999 | Benoît Salmon            | Casino              | -                        | 16.º                |
| 2000 | Francisco Mancebo        | Banesto             | -                        | 9.º                 |
| 2001 | Óscar Sevilla            | Kelme-Costa Blanca  | -                        | 7.º                 |
| 2002 | Ivan Basso               | Fassa Bortolo       | -                        | 11.º                |
| 2003 | Denís Menshov            | ibanesto.com        | -                        | 11.º                |
| 2004 | Vladímir Karpets         | Illes Balears       | -                        | 13.º                |
| 2005 | Yaroslav Popovych        | Discovery Channel   | -                        | 12.º                |
| 2006 | Damiano Cunego           | Lampre-Fondital     | -                        | 11.º                |
| 2007 | Alberto Contador         | Discovery Channel   | Maillot amarelo          | 1.º                 |
| 2008 | Andy Schleck             | CSC-Saxo Bank       | -                        | 11.º                |
| 2009 | Andy Schleck             | Team Saxo Bank      | -                        | 2.º                 |
| 2010 | Andy Schleck             | Team Saxo Bank      | Maillot amarelo          | 1.º                 |
| 2011 | Pierre Rolland           | Europcar            | -                        | 10.º                |
| 2012 | Tejay van Garderen       | BMC Racing          | -                        | 5.º                 |
| 2013 | Nairo Quintana           | Movistar Team       | Montanha                 | 2.º                 |
| 2014 | Thibaut Pinot            | FDJ                 | -                        | 3.º                 |
| 2015 | Nairo Quintana           | Movistar Team       | -                        | 2.º                 |
| 2016 | Adam Yates               | Orica Bike Exchange | -                        | 4.º                 |
| 2017 | Simon Yates              | Orica-Scott         | -                        | 7.º                 |
| 2018 | Pierre Latour            | AG2R La Mondiale    | -                        | 13.º                |
| 2019 | Egan Bernal              | INEOS               | Maillot amarelo          | 1.º                 |
| 2020 | Tadej Pogačar            | UAE Emirates        | Maillot amarelo Montanha | 1.º                 |
| 2021 | Tadej Pogačar            | UAE Emirates        | Maillot amarelo Montanha | 1.º                 |

### Palmarés por países

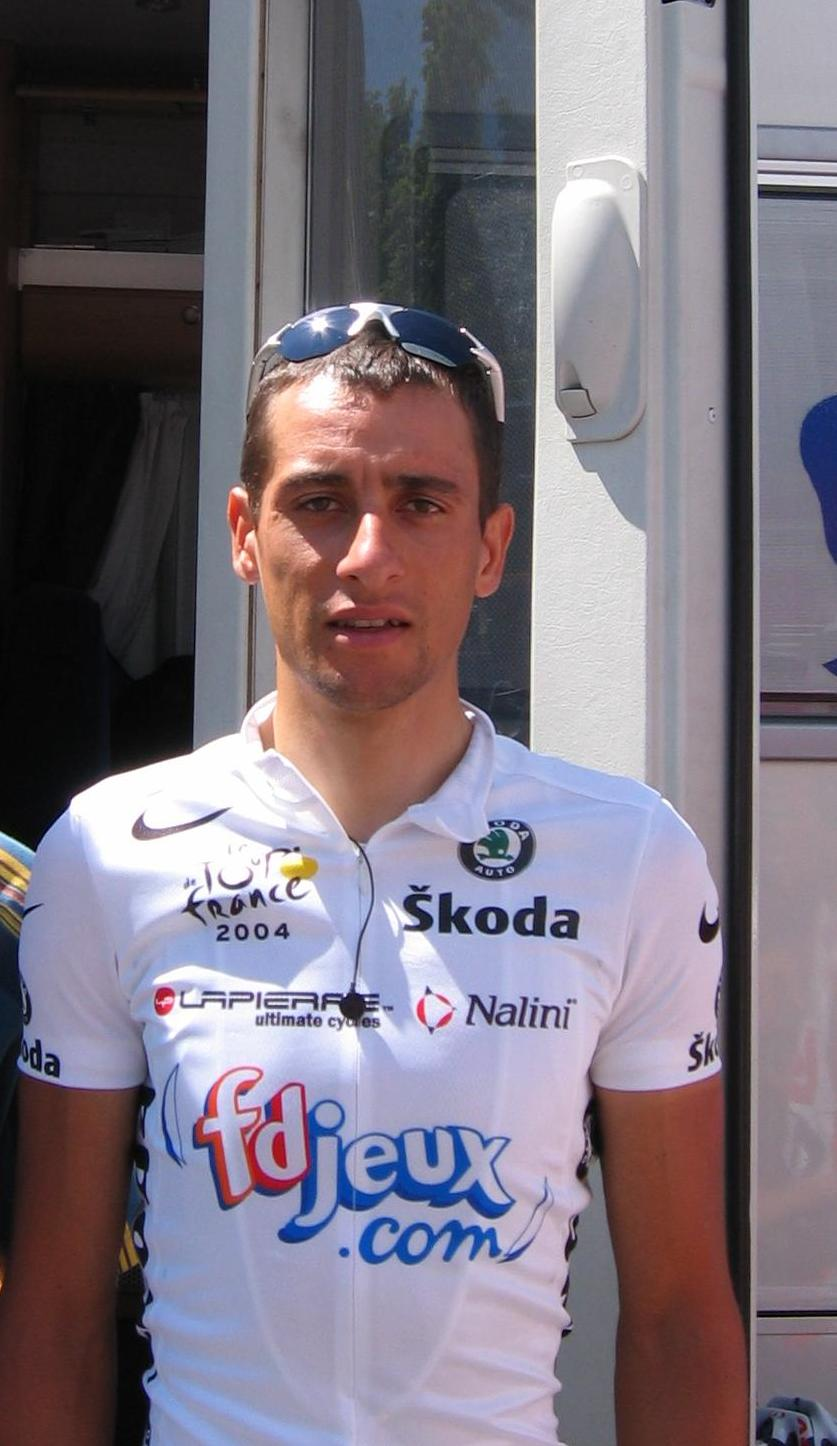
O camisola branca do Tour de France de 2004 vestido por Sandy Casar

| Pos. | País           | Último vencedor          | Vitórias |
| ---- | -------------- | ------------------------ | -------- |
| 1    | França         | Pierre Latour (2018)     | 8        |
| 2    | Itália         | Damiano Cunego (2006)    | 5        |
| 2    | Países Baixos  | Eddy Bouwmans (1992)     | 5        |
| 2    | Espanha        | Alberto Contador (2007)  | 5        |
| 2    | Colômbia       | Egan Bernal (2019)       | 5        |
| 6    | Alemanha       | Jan Ullrich (1998)       | 4        |
| 7    | Luxemburgo     | Andy Schleck (2010)      | 3        |
| 8    | Rússia         | Vladímir Karpets (2004)  | 2        |
| 8    | Estados Unidos | Andrew Hampsten (1986)   | 2        |
| 8    | Reino Unido    | Simon Yates (2017)       | 2        |
| 8    | Eslovênia      | Tadej Pogačar (2021)     | 2        |
| 12   | Austrália      | Phil Anderson (1982)     | 1        |
| 12   | México         | Raúl Alcalá (1987)       | 1        |
| 12   | Ucrânia        | Yaroslav Popovych (2005) | 1        |